# Amtsgericht Pottenstein
Das Amtsgericht Pottenstein war ein von 1879 bis 1945 bestehendes bayerisches Gericht der ordentlichen Gerichtsbarkeit mit Sitz in der oberfränkischen Stadt Pottenstein.
Anlässlich der Einführung des Gerichtsverfassungsgesetzes am 1. Oktober 1879 wurde in Pottenstein ein Amtsgericht errichtet, dessen Sprengel aus dem vorherigen Landgerichtsbezirk Pottenstein gebildet wurde und somit die Orte Adlitz, Behringersmühle, Betzenstein, Bieberbach, Büchenbach, Christanz, Elbersberg, Freiahorn, Geschwand, Gößweinstein, Hannberg, Haßlach, Hohenmirsberg, Kirchahorn, Kirchenbirkig, Kleingesee, Körbeldorf, Körzendorf, Kühlenfels, Langenloh, Leienfels, Leupoldstein, Leups, Leutzdorf, Moggast, Morschreuth, Oberailsfeld, Obertrubach, Ottenberg, Poppendorf, Pottenstein, Püttlach, Rabeneck, Regenthal, Reizendorf, Stadelhofen, Stierberg, Trockau, Tüchersfeld, Unterailsfeld, Volsbach, Vorderkleebach, Wichsenstein und Wolfsberg umfasste. Übergeordnete Instanz war das Landgericht Bayreuth.
Nachdem das Amtsgericht Pottenstein kriegsbedingt zur Zweigstelle des Amtsgerichts Pegnitz herabgestuft und dies 1956 noch einmal bestätigt worden war, erfolgte auf Anweisung des Bayerischen Staatsministers der Justiz am 1. Juli 1959 die Aufhebung dieser Zweigstelle.